# 신가이 하지메
신가이 하지메(일본어: 新貝 肇, 1896년 7월 ~ 1980년 1월 9일)는 일본의 조선총독부 관료이다. 오이타현 출신이다.
1922년 도쿄 제국대학 법학부 정치과를 졸업하였고, 같은 해 조선으로 건너왔다. 1923년 조선총독부 체신사무관에 임명되었고, 1929년 체신국 서무과장, 경리과장을 역임하여 1932년 황해도 경찰부장, 1934년 강원도 내부무장에 임명되었다. 1937년에 전라남도지사로 취임했고, 1940년부터 1941년까지 함경남도지사를 역임했다.

## 참고 문헌
- 기다 주에(貴田忠衛), 《쇼와 10년판 조선인사흥신록》, 조선인사흥신록편찬부, 1935년